# Vegar Larsen
Vegar Ytterdal Larsen (ur. 14 lutego 1978), znany również jako Vyl – norweski perkusista. Vegar Larsen znany jest przede wszystkim z występów w blackmetalowej formacji Keep of Kalessin. Wraz z zespołem był dwukrotnie nominowany do nagrody norweskiego przemysłu muzycznego Spellemannprisen. Od 2001 roku występuje grupie Subliritum. W latach 2009–2011 i 2014-2015 występował w koncertowym składzie zespołu Gorgoroth. Muzyk współpracował ponadto z takimi grupami jak: Aptorian Demon, Headspin, Chton i Goat the Head.